# Ford GT40
La Ford GT40, parfois appelée Ford GT40 Mk I est une voiture de sport du constructeur américain Ford qui a été fabriquée à 126 exemplaires, de 1964 à 1968. Elle a permis à la firme américaine de remporter, entre autres, les 24 Heures du Mans à quatre reprises successives, de 1966 à 1969.
L'appellation GT40 vient des initiales « GT » de la catégorie « Grand Touring » (Grand Tourisme), complétées par le nombre « 40 » pour sa hauteur de caisse de 40 pouces (soit 1,02 m).

## Histoire
Dès le début des années 1960, Henry Ford II, petit-fils de Henry Ford, qui vient d'être nommé au poste de  président-directeur général de la Ford Motor Company, souhaite que la marque participe à l'épreuve prestigieuse des 24 Heures du Mans.
Au printemps 1963, Ford apprend par un intermédiaire européen qu'Enzo Ferrari, qui rencontre des difficultés financières, pourrait être intéressé par la vente de son entreprise. Aux fins d'une acquisition, Ford dépense alors plusieurs millions de dollars dans un audit comptable et financier complet de la compagnie italienne et en frais juridiques, mais Ferrari se retire des négociations au dernier moment. Enzo Ferrari, qui voulait conserver seul la direction du département compétition, aurait refusé une clause qui l'aurait empêché de courir aux 500 miles d'Indianapolis et, de colère, annule brusquement le projet de vente.
Vexé, Henry Ford II décide alors de créer une voiture pouvant concurrencer la marque au cheval cabré. Il contacte trois constructeurs britanniques : Lotus, Lola et Cooper. Cooper est sur le déclin et Lola dispose d'un proto ayant déjà participé au Mans, la Lola GT Mk6 avec un moteur Ford en centrale arrière, la voiture n'est ni plus ni moins qu'une Formule 1 avec une coque en fibre de verre. Ford, qui a participé à l'intégration du moteur, achète deux châssis. C'est donc naturellement le designer anglais Eric Broadley, propriétaire de Lola Cars, qui sera retenu par un contrat de 18 mois, pour concevoir la GT40 .
La première GT40 est terminée le 1er avril 1964 et deux exemplaires sont prêts à temps pour les essais préliminaires du Mans des 16 et 17 avril 1964. Une voiture est détruite et l'autre endommagée durant ces tout premiers essais en conditions de course. En cause, des défauts de conception aérodynamique importants : l'avant a tendance à se soulever à grande vitesse, et l'arrière manque d'appui et donc d'adhérence. Grâce à de nombreuses modifications et à la préparation, les années suivantes, due à l'équipe de Carroll Shelby,, l'écurie Ford réussit à relever le défi en battant Ferrari sur son terrain, notamment au circuit du Mans.

## Victoires au Mans
En mai 1964, la GT40 participe à sa première course, les 1 000 km du Nürburgring. Trois semaines plus tard, trois GT40 Mk I équipées de V8 de 4,2 L sont engagées au Mans. La voiture de Ginther/Gregory prend la tête de la course au deuxième tour et y reste jusqu'à son premier arrêt aux stands mais les trois voitures se retirent successivement sur des problèmes mécaniques, laissant la victoire aux Ferrari.
La première victoire de la GT40 arrive en janvier 1965 aux 2 000 km de Daytona. Il s'agit d'une Mk II (7 L) préparée par Carroll Shelby. Elle obtient par la suite la seconde place aux 12 Heures de Sebring.
En 1965, six GT40 sont engagées au Mans ; deux Mk II de 7 L préparées par Shelby American Inc. et quatre Mk I (moteur de 4,7 L) confiées à quatre équipes différentes. Les Mk II sont les plus rapides sur la piste et celle de McLaren/Amon est en tête. Malheureusement, toutes les GT40 auront abandonné sur casse mécanique dès la 7e heure de la course, laissant une fois encore la victoire à Ferrari.
Une armada de huit Mk II (7 L) et cinq GT40 (4,7 L) sont engagées au Mans pour l'édition 1966. L'expérience acquise lors des précédentes participations de 1964 et 1965 permet à trois Mk II de finir aux trois premières places, toutes les autres ayant abandonné (voir le film Le Mans 66).
La Mk II remporte également les 12 Heures de Sebring et Daytona Beach la même année.
Quatre Mk IV, trois Mk II et trois Mk I sont engagées en 1967. La Mk IV est une nouvelle voiture avec un châssis et un design différent, elle est équipée du même moteur de 7 L que la Mk II, capable de propulser la voiture, dont l'aérodynamique a été amélioré, à 340 km/h dans les Hunaudières. La GT40 Mk IV d'A. J. Foyt et Dan Gurney est en tête pendant toute l'épreuve et gagne avec quatre tours d'avance sur la Ferrari qui arrive deuxième. La Mk IV gagne les 12 Heures de Sebring la même année.
Pour la saison 1968, la FIA modifie le règlement portant sur la cylindrée des voitures. Celle-ci est limitée à 3 L pour les prototypes et 5 L pour les voitures de production (plus de 50 unités). Cinq Ford GT40 Mk I sont engagées pour l'édition 1968 par John Wyer, un ingénieur et directeur d'écurie. Elles sont équipées du bloc de 4,7 L doté de nouvelles culasses Gurney-Eagle et dont la cylindrée augmente juste en deçà de la limite à 4 942 cm3. Ce V8 développe 410 ch. Ferrari refuse le nouveau règlement qui l'empêche de faire courir ses prototypes équipés de V12 de 4 L et boycotte l'épreuve. La Mk I, aux couleurs Gulf bleu et orange, gagne face à des prototypes de plus faible cylindrée, les quatre autres GT40 engagées abandonnent.
En 1969, la GT40 Mk I 4,9 L de Ickx/Oliver gagne de quelques secondes devant la Porsche 908 de 3 L de Gérard Larrousse et Hans Herrmann. Une deuxième Mk I prend la troisième place du podium, à quatre tours. Sur les cinq Mk I engagées, deux abandonnent. C'est l'année où Jacky Ickx choisit de marcher tranquillement vers sa voiture et prend le temps de mettre son harnais avant de partir, en dernière position. L'année suivante, le fameux « départ Le Mans » (pilotes courant vers leurs voitures placées en épi sur le côté opposé) est abandonné. 

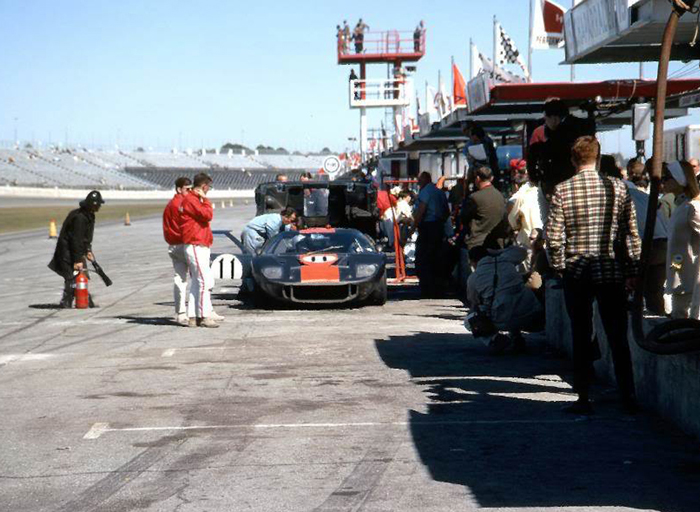
La GT40 de l'équipage Ickx/Thompson du John Wyer Automotive Engineering, 6e des 24 Heures de Daytona 1967.

| Année | Type  | Pilotes                         | Distance (km) | Moyenne (km/h) |
| ----- | ----- | ------------------------------- | ------------- | -------------- |
| 1966  | Mk II | Chris Amon, Bruce McLaren       | 4 843,09      | 210,80         |
| 1967  | Mk IV | Dan Gurney, A. J. Foyt          | 5 232,90      | 218,03         |
| 1968  | Mk I  | Pedro Rodríguez, Lucien Bianchi | 4 452,88      | 185,54         |
| 1969  | Mk I  | Jacky Ickx, Jackie Oliver       | 4 997,88      | 208,25         |

| Année | Écurie                              | Type | Numéro | Catégorie | Pilotes                          | Résultats |
| ----- | ----------------------------------- | ---- | ------ | --------- | -------------------------------- | --------- |
| 1964  | Ford Motor Company                  | MkI  | 10     | P         | Phil Hill, Bruce McLaren         | Abandon   |
| 1964  | Ford Motor Company                  | MkI  | 11     | P         | Richie Ginther, Masten Gregory   | Abandon   |
| 1964  | Ford Motor Company                  | MkI  | 12     | P         | Jo Schlesser, Richard Attwood    | Abandon   |
| 1965  | Scuderia Filipinetti                | MkI  | 6      | P         | Herbert Müller, Ronnie Bucknum   | Abandon   |
| 1965  | RRC Walker Racing Team              | MkI  | 7      | P         | Bob Bondurant, Umberto Maglioli  | Abandon   |
| 1965  | Ford Advanced Vehicles              | MkI  | 14     | P         | John Whitmore, Innes Ireland     | Abandon   |
| 1966  | F.R. English Ltd. / Comstock Racing | MkI  | 12     | S         | Innes Ireland, Jochen Rindt      | Abandon   |
| 1966  | Scuderia Filipinetti                | MkI  | 14     | S         | Peter Sutcliffe, Dieter Spoerry  | Abandon   |
| 1966  | Ford France SA                      | MkI  | 15     | S         | Guy Ligier, Bob Grossman         | Abandon   |
| 1966  | Essex Wire Corporation              | MkI  | 59     | S         | Skip Scott, Peter Revson         | Abandon   |
| 1966  | Essex Wire Corporation              | MkI  | 60     | S         | Jacky Ickx, Jochen Neerspach     | Abandon   |
| 1967  | Ford France SA                      | MkI  | 16     | S         | Pierre Dumay, Henri Greder       | Abandon   |
| 1967  | Scuderia Filipinetti                | MkI  | 18     | S         | Mario Casoni, Umberto Maglioli   | Abandon   |
| 1967  | John Wyer Automotive Engineering    | MkI  | 62     | S         | Brian Redman, Mike Salmon        | Abandon   |
| 1968  | Claude Dubois                       | MkI  | 8      | Sport     | Jean Beurlys, Willy Mairesse     | Abandon   |
| 1968  | John Wyer Automotive Engineering    | MkI  | 9      | Sport     | Pedro Rodriguez, Lucien Bianchi  | 1er       |
| 1968  | John Wyer Automotive Engineering    | MkI  | 10     | Sport     | Paul Hawkins, David Hobbs        | Abandon   |
| 1968  | John Wyer Automotive Engineering    | MkI  | 11     | Sport     | Jackie Oliver, Brian Muir        | Abandon   |
| 1968  | Strahaven Limited                   | MkI  | 12     | Sport     | Mike Salmon, Eric Liddell        | Abandon   |
| 1969  | John Wyer Automotive Engineering    | MkI  | 6      | Sport     | Jacky Ickx, Jackie Oliver        | 1er       |
| 1969  | John Wyer Automotive Engineering    | MkI  | 7      | Sport     | Mike Hailwood, David Hobbs       | 3e        |
| 1969  | Peter Sadler                        | MkI  | 8      | Sport     | Paul Vestey, Peter Sadler        | Abandon   |
| 1969  | Alan Mann Racing Limited            | MkI  | 9      | Sport     | Frank Gardner, Malcolm Guthrie   | Abandon   |
| 1969  | Deutsche Auto Zeitung               | MkI  | 68     | Sport     | Reinhold Joest, Helmut Kelleners | 6e        |

## Autres victoires

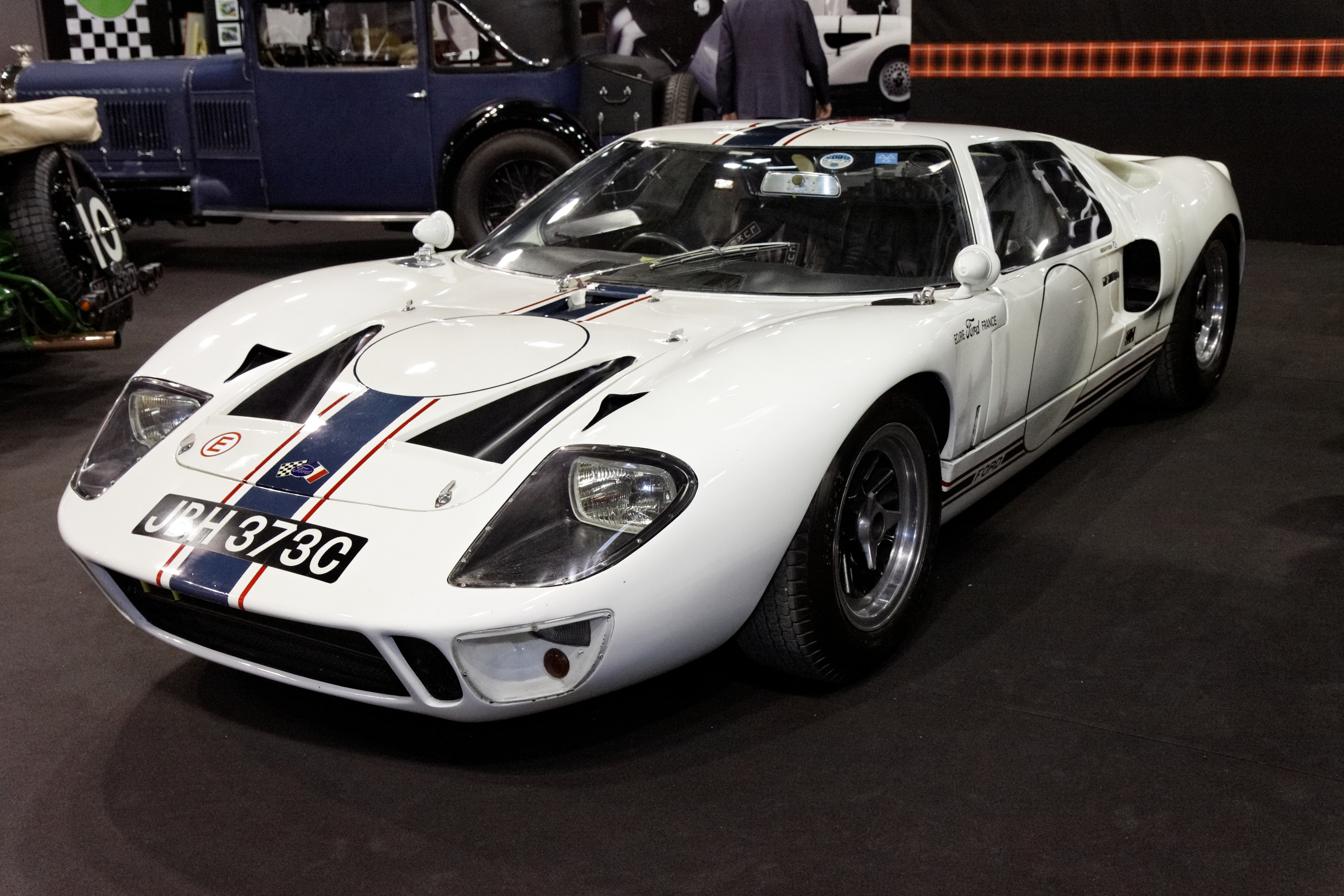
Ford GT40 de l'écurie Ford-France en 1965.

- Championnat de France des rallyes catégorie Grand Tourisme 1965 (Guy Ligier, également sur Ford Mustang pour les épreuves de rallyes) ;
- 24 Heures de Daytona en 1965 et 1966, avec Ken Miles et Lloyd Ruby, pour Shelby American ;
- 12 Heures de Sebring  en 1966, 1967 et 1969, avec Ken Miles et Lloyd Ruby, Bruce McLaren et Mario Andretti, puis Jacky Ickx et Jackie Oliver, pour Shelby American, Ford Motor Company, et John Wyer Automotive Engineering ;
- Grand Prix de Rhodésie Sport et 3 Heures de Roy Hesketh en 1966, avec David Hobbs ;
- 1 000 kilomètres de Zeltweg en 1967, avec Paul Hawkins sur voiture privée ;
- 12 Heures de Reims en 1967, avec Guy Ligier et Jo Schlesser pour Ford France ;
- 1 000 kilomètres de Monza en 1968, avec Paul Hawkins et David Hobbs pour John Wyer Automotive Engineering ;
- 6 Heures de Watkins Glen en 1968, avec Jacky Ickx et Lucien Bianchi pour John Wyer Automotive Engineering ;
- 6 Heures de Barcelone en 1968, avec Francisco Godia Sales et Brian Muir pour Escuderia Montjuïc ;
- 1 000 kilomètres de Spa en 1968, avec Jacky Ickx et Brian Redman pour John Wyer Automotive Engineering ;
- 1 000 kilomètres de Brands Hatch  en 1968, avec  Jacky Ickx et Brian Redman pour John Wyer Automotive Engineering.

Autres résultats de pilotes français :
- Guy Ligier :
  - Magny-Cours 1965 ;
  - Grand Prix d'Albi 1965 ;
  - Vainqueur de catégorie S 3.0 aux 1 000 kilomètres du Nürburgring 1966, avec Schlesser (5e au général) ;
  - Vainqueur de catégorie S +2.0 aux 1 000 kilomètres de Monza 1967, avec Schlesser (6e au général).
- Henry Greder :
  - Targa Florio 1967, en catégorie Sport et Sports +2.0 (5e au général, copilote Jean-Michel Giorgi) ;
  - 1 000 kilomètres du Nürburgring 1967, en catégorie S +3.0 (7e au général, avec Jean-Michel Giorgi).

## Déclinaison routière
La Ford GT40 Mk I street version est la version routière de la Ford GT40. C'est une voiture de sport homologuée pour la route. Elle a été produite à 31 exemplaires,,.
Lors de ventes aux enchères en 2016 aux États-Unis, des exemplaires de ces véhicules ont été estimés entre 3 et 4 millions $,,. 
Sur les 31 modèles construits, sept ont d'abord été utilisés comme voitures promotionnelles par des concessionnaires.

## Production après-Ford
Quand Ford décide de cesser la production, plusieurs sociétés sont intéressées pour reprendre la production ou construire des répliques de la GT40. L'une d'entre elles, l'entreprise anglaise Safir Engineering, rachète la marque « GT40 » et le droit de produire la voiture. La Ford GT40 Mk V est lancée en 1985 et est produite jusqu'en 1999. Les châssis sont numérotés en continuation de la séquence originale de Ford et la voiture est motorisée par un V8 de 4,7 L Ford OHV développant un peu plus de 300 ch. Pratiquement identique à l'original, la voiture atteint une vitesse maximum de 260 km/h et réalise le 0-100 km/h en 5,3 s.
Il existe plusieurs sociétés produisant des répliques, dont CAV (Cape Advanced Vehicules), en Afrique du Sud ou Superformance LLC en Californie.